# Bentley (Kansas)
Bentley és una població dels Estats Units a l'estat de Kansas. Segons el cens del 2000 tenia 368 habitants.

## Demografia
Segons el cens del 2000, Bentley tenia 368 habitants, 139 habitatges, i 107 famílies. La densitat de població era de 645,8 habitants per km².
Dels 139 habitatges en un 41,7% hi vivien nens de menys de 18 anys, en un 63,3% hi vivien parelles casades, en un 7,2% dones solteres, i en un 23% no eren unitats familiars. En el 22,3% dels habitatges hi vivien persones soles el 9,4% de les quals corresponia a persones de 65 anys o més que vivien soles. El nombre mitjà de persones vivint en cada habitatge era de 2,65 i el nombre mitjà de persones que vivien en cada família era de 3,05.
Per edats la població es repartia de la següent manera: un 30,7% tenia menys de 18 anys, un 7,3% entre 18 i 24, un 29,3% entre 25 i 44, un 21,7% de 45 a 60 i un 10,9% 65 anys o més.
L'edat mediana era de 35 anys. Per cada 100 dones de 18 o més anys hi havia 102,4 homes.
La renda mediana per habitatge era de 39.375 $ i la renda mediana per família de 46.250 $. Els homes tenien una renda mediana de 32.083 $ mentre que les dones 25.694 $. La renda per capita de la població era de 16.111 $. Entorn del 8,2% de les famílies i el 9% de la població estaven per davall del llindar de pobresa.

## Poblacions més properes
El següent diagrama mostra les poblacions més properes.